# Il Tusco
Il Tusco, pseudonimo di Diego Tuscano (Torino, 14 maggio 1971), è un cantautore italiano.

## Biografia
Nel 1987 inizia la sua carriera con la band eporediese Autodistruzione Blues, la sua formazione principale fino al 1996.. Dal 2000 al 2007 è il cantante della band valdostana SanniDei con la quale pubblica quattro album in madrelingua: unitamente a “Frammenti di realtà” (2006) il quartetto ottiene anche il riconoscimento della critica di settore con le parole di Gianni Della Cioppa (“Sei anni di attività intensi per i SanniDei che raggiungono con “Frammenti di realtà” il quarto album: un traguardo che non molti possono permettersi in Italia. A convincere in questo quartetto è l'abilità di scrittura, grazie a un hard rock blues incastonato sulla lingua italiana, esempio raro e illuminato. Dal vivo danno il meglio, testimone pure Robert Plant con complimenti annessi”) e di Claudio Sorge (“Questi ragazzi stanno percorrendo una strada non facile: quella di un rock impastato di prog anni ‘70 e, soprattutto, di hard rock blues all'italiana. Quel che piace e affascina di più del gruppo è la freschezza che mettono nel suonare, cercando di mantenersi lontani da polverosi revivalismi”). I SanniDei si esibiscono anche in Galles ospiti dell’edizione 2007 del Festival Tapestry Goes West a Port Talbot.
Dal 2009 al 2012 è la voce della band Elettrocirco: in tre anni di intensa attività concertistica condivide il palco con artisti quali Dennis Stratton (Iron Maiden), Irene Fornaciari, Skiantos e pubblica due album in chiave hard-rock autoriale. Durante la prima fase della sua carriera sono degne di nota le collaborazioni con band di estrazione punk (Nuvola Blu, Kina e Frontiera) e rock blues come Max Arrigo & Shanghai Noodle Factory: con questi ultimi registra l’album “The second nature” (2009), uno dei rari episodi dove si cimenta a cantare in inglese. Contestuale è la collaborazione con il cantautore americano Jono Manson, ospite sia nell’album che in alcune date del tour promozionale. Dal 2012 al 2016 è il front man dei Fungus, band formata con musicisti inglesi dell’area di Bristol dove interpreta un repertorio di classici rock blues anni ‘70.
Nel 2013 fonda Il Tusco, nome scelto prendendo spunto dal suo soprannome. La band viene lanciata dal cantautore torinese Mao che cura la registrazione e produce il primo album “Il Tusco canta e Mao gliele suona” (2015) presso lo studio di registrazione torinese CortoCorto. Nel 2016 inizia il sodalizio con l’etichetta discografica veronese Andromeda Relix che gli pubblica i successivi lavori: l’album “Il Tusco” (2016) viene registrato e prodotto a Bristol da Luke Smith degli Ulysses, il quale incide anche le parti di chitarra e suona durante le date promozionali sia in Italia che in Inghilterra. Il successivo “Degeneratorium” (2018) è stato stampato anche su vinile rosso edizione limitata di 300 copie. Nel 2020 è la volta di “Abbandonare la città”, il quarto lavoro in cinque anni.
Nel 2020 viene pubblicato il videoclip del singolo Velenosa, scritto e cantato insieme a Mao, accompagnato da un videoclip girato in piena emergenza Covid-19.

## Discografia

### Autodistruzione Blues

#### Demo
- 1989 - Self Destruction Blues
- 1994 - Tanto lo finiamo

#### Album
- 1996 - Vietato fumare bere mangiare

#### Partecipazioni
- 1994 - AA.VV. - Sounds from the forgotten land (Autodistruzione Blues - I segreti del bosco)
- 2008 - AA.VV. - Working for the machine. A tribute to Circus of Power (Autodistruzione Blues - Motor)

### Kina

#### Partecipazioni
- 1997 - AA.VV. - Hüsker Dü: Land Speed Sonic (Kina - In a free land, first of the last calls)

### SanniDei

#### Album
- 2001 - Dove nasce il sole
- 2003 - Liberamente
- 2005 - Andare via
- 2006 - Frammenti di realtà

#### Partecipazioni
- 1997 - AA.VV. - TavaRock'07 (SanniDei - SanniDei)

### Jjona feat. Diego

#### Album
- 2006 - The beginning & the end[32]

### Elettrocirco

#### Album
- 2009 - Elettrocirco
- 2011 - Questa città

### Shanghai Noodle Factory

#### Album
- 2009 - The second nature

### Il Tusco

#### Album
- 2015 - Il Tusco canta e Mao gliele suona
- 2016 - Il Tusco feat. Luke Smith
- 2018 - Degeneratorium
- 2020 - Abbandonare la città

#### EP
- 2024 - TuscoLana

#### Singoli
- 2020 - Velenosa (con Mao)
- 2024 - Notte artificiale

## Videografia

### Elettrocirco
- 2009 - Elettrocirco - Autostrade perdute (Managermem2)[33]
- 2010 - Elettrocirco - Il sogno di Prometeo (Luca Perazzone)[34]

### Il Tusco
- 2015 - Il Tusco - La mano (Fanto Mastice)[35]
- 2017 - Il Tusco - Altro da me (Hiram Gellona)[36]
- 2020 - Mao x Il Tusco - Velenosa (Hiram Gellona)[37]

## Formazioni e progetti paralleli
- 1987-1996 - Autodistruzione Blues (Alessandro Allera, Matteo Bini, Alberto Biroli, Alessandro Giusti, Franco Iarocci, Andrea Iberti, Ivano Rossato, Diego Tuscano, Silvio Traversa)
- 1993 - Disoriente (Ivano Rossato, Davide Rei Rosa, Silvio Traversa, Diego Tuscano)
- 1993 - Nuvola Blu (Andrea Molinatti, Andrea Iberti, Marco Rossi, Diego Tuscano)
- 1996 - Chi Giostra? (Alberto Fratucelli, Fabrizio Fratucelli, Davide Testa, Diego Tuscano)
- 1997 - Kina/Frontiera (Giampiero Capra, Roberto Dini, Sergio Milani, Diego Tuscano, Alberto Ventrella)
- 1997-2000 - Strani Elettrici (Alessandro Allera, Alberto Biroli, Riccardo Merli, Diego Tuscano)
- 2000-2007 - SanniDei (Paolo Barbero, Alberto Biroli, Alessandro Cartolari, Giuliano Danieli, Alessandro Gariazzo, Paolo Recaldini, Stefano Trieste, Diego Tuscano, Giancarlo Ventrice)
- 2003-2007 - The Blue Garden (Gianluca Chamonal, Stefano Trieste, Diego Tuscano, Giancarlo Ventrice)
- 2006 - Jjona Band (Morena Avenoso, Alessandro Cartolari, Giuliano Danieli, Danilo Jans, Stefano Trieste, Diego Tuscano, Giancarlo Ventrice)
- 2007 - Re di Maggio (Florian Bua, Danilo Mele, Luca Ottoz, Gregory Tampan, Diego Tuscano)[38]
- 2008-2012 - Elettrocirco (Paolo Barbero, Gianluca Chamonal, Jean Fontain, Daniele Iacomini, Alessandro Maiorino, Michele Murino, Erik Noro, Diego Tuscano, Giancarlo Ventrice)
- 2008-2012 - Shanghai Noodle Factory (Max Arrigo, Alessandro Picciuolo, Roberto Tassone, Diego Tuscano)
- 2012-2016 - Fungus (Martin Cook, Diego Tuscano, Jules Wells, Paul Wheeler)
- 2013 - Il Tusco (Alessandro Allera, Andrea Andriolo, Ivano Atzori, Matteo Bavastro, Andrea Bertoli, Alberto Biroli, Marta Caldara, Snooky Chevers, Gianluca Chamonal, Massimo Germanà, Erik Noro, Luca Ottoz, Simone Passarelli, Denny Peppers, Shane, Solidea Podda, Luke Smith, Shane, Stefano Trieste, Diego Tuscano, Jules Wells)
- 2020 - Brother Diamond (Alessandro Allera, Stefano Reboli, Andrea Sabatti, Diego Tuscano)
- 2020 - Capitan Bavastro & I Pallidoni (Florian Bua, Matteo Bavastro, Marc Magliano, Stefano Trieste, Diego Tuscano)